# Fred Gage
Fred Gage (ur. 1950) – amerykański profesor od 1995 pracujący w laboratoriach genetyki Salk Institute w Kalifornii. Jego działalność koncentruje się wokół wykształconego ośrodkowego układu nerwowego ssaków i jego nadspodziewanej plastyczności i możliwości adaptacji przez całe życie. W efekcie dawałoby to możliwość zastępowania uszkodzonej tkanki nerwowej (udar, uszkodzenia rdzenia, choroba Alzheimera).
W 1998 Fred Gage z Peterem Erikssonem z Goeteborga ogłosili, że ludzki mózg wytwarza nowe komórki nerwowe także po osiągnięciu dojrzałości. Dzieje się tak, ponieważ do końca życia w mózgu znajduje się mała populacja niedojrzałych neuronów. Praca Gage'a i Erikssona polegała na odkrywaniu, w jaki sposób są one pobudzane do różnicowania się w dojrzałe komórki oraz jak dostają się we właściwe sobie miejsce w mózgu lub rdzeniu kręgowym. Wykazali, że wysiłek umysłowy zwiększa ilość nowych komórek w hipokampie. Ponadto zbadali leżące poniżej molekularne mechanizmy decydujące o narodzinach nowych komórek nerwowych, co może być przydatne w leczeniu chorób neurodegeneracyjnych.
Dotąd uważano, że po urodzeniu nie dochodzi do tworzenia nowych neuronów.

## Wykształcenie
Gage ukończył St. Stephen's School w Rzymie we Włoszech w 1968 r. Po ukończeniu szkoły średniej Gage uzyskał tytuł licencjata na University of Florida, gdzie pracował w laboratorium badań mózgu. Następnie uzyskał tytuł doktora na Uniwersytecie Johnsa Hopkinsa, gdzie nadal koncentrował się na neuronauce. W 1976 roku ukończył studia doktoranckie i przeniósł się na Texas Christian University jako zastępca dyrektora programu neuronauki w szkole. W 1981 r. opuścił Texas Christian University, aby ukończyć badania podoktoranckie na Uniwersytecie Lund w Szwecji, pod kierunkiem pioniera transplantacji komórek Andersa Björklunda. Po zakończeniu badań pozostał na Uniwersytecie w Lund jako profesor nadzwyczajny do 1985 roku, kiedy to przeniósł się z powrotem do Stanów Zjednoczonych.

## Kariera i badania
Po zakończeniu studiów na Uniwersytecie Lund, Gage przeniósł się do San Diego, gdzie został wykładowcą na wydziale neurobiologii Uniwersytetu Kalifornijskiego w San Diego. W 1995 roku przeniósł się do Salk Institute, gdzie pracuje do dziś.